# Galaxian
Galaxian (ギャラクシアン Gyarakushian?) este un joc video arcade cu împușcături fixe (fixed shooter) din 1979, dezvoltat și publicat de Namco. Jucătorul preia controlul asupra unei nave spațiale de atac Galaxip în misiunea sa de a proteja Pământul de valurile de extratereștri invadatori. Gameplayul implică distrugerea fiecărei formații de extratereștri, care se aruncă spre jucător în încercarea de a-l lovi. 

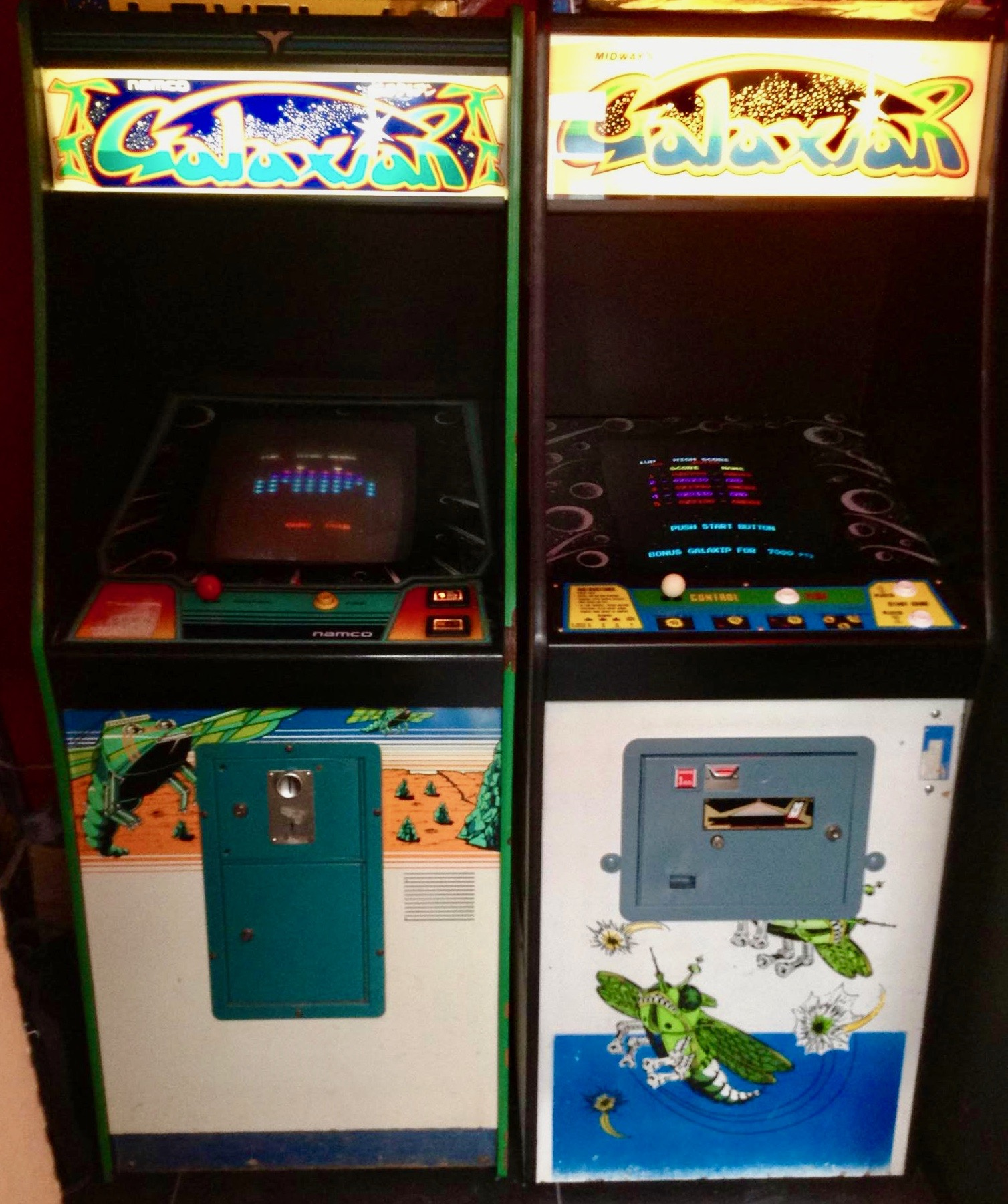

Proiectat de inginerul companiei Kazunori Sawano, Galaxian a fost răspunsul Namco la Space Invaders, un shooter spațial similar lansat anul precedent de dezvoltatorul rival Taito.